# 天堂花园
天堂花园（波斯語：‎, Bāgh-e Eram）是位于伊朗的一座波斯园林。该园林及其附属建筑位于法尔斯省设拉子干河（波斯語：‎）北岸。不管是风景，还是规模、历史，天堂花园都无疑是设拉子最著名的波斯园林。2011年注册为世界遗产。

## 历史
天堂花园具体建成的时间已不可考，但推断约于十三世纪中叶由伊儿汗国和因珠王朝时期建造，当时花园中还没有建筑物，复杂性和装饰性都不足。。在一些伊斯兰历十世纪和十一世纪（公历十六世纪、十七世纪）时的旅行日记中有记录它的存在。桑德王朝时期，卡里姆汗曾重建修缮天堂花园。卡扎尔王朝时期，卡什加人部落的部落首领居住在这里，时间长达75年。在这一时期，卡什加人的首领在天堂花园中修建了一座宅邸。纳赛尔丁·沙统治时期，侯赛因·阿里·汗·纳赛尔·穆尔克在天堂花园中修建另一座宅邸，但他死时仍未完工，他的外甥阿波尔-卡西姆·汗·纳赛尔·穆尔克接替他完成了建设工作。如今，天堂花园依旧是设拉子当地最具名望的卡瓦姆家族的财产之一。
自1963年起，天堂花园由设拉子大学管理使用。该校农学院和园艺学院就位于天堂花园，2008年其，天堂花园挂牌的植物研究中心。2011年6月6日，天堂花园与伊朗其他八座波斯园林共同申遗成功，进入了世界遗产名录。

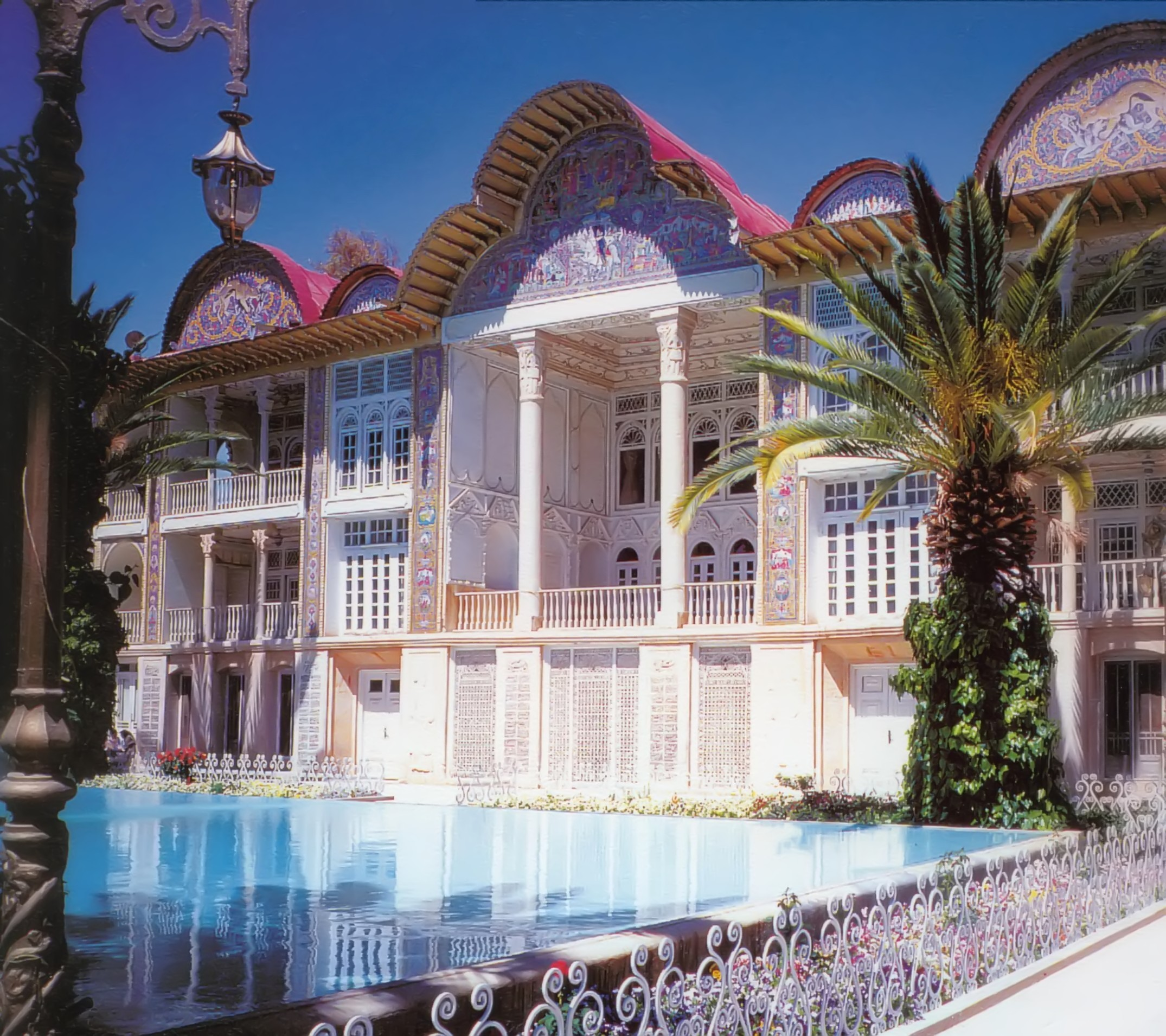
天堂花园中的盖瓦姆宫
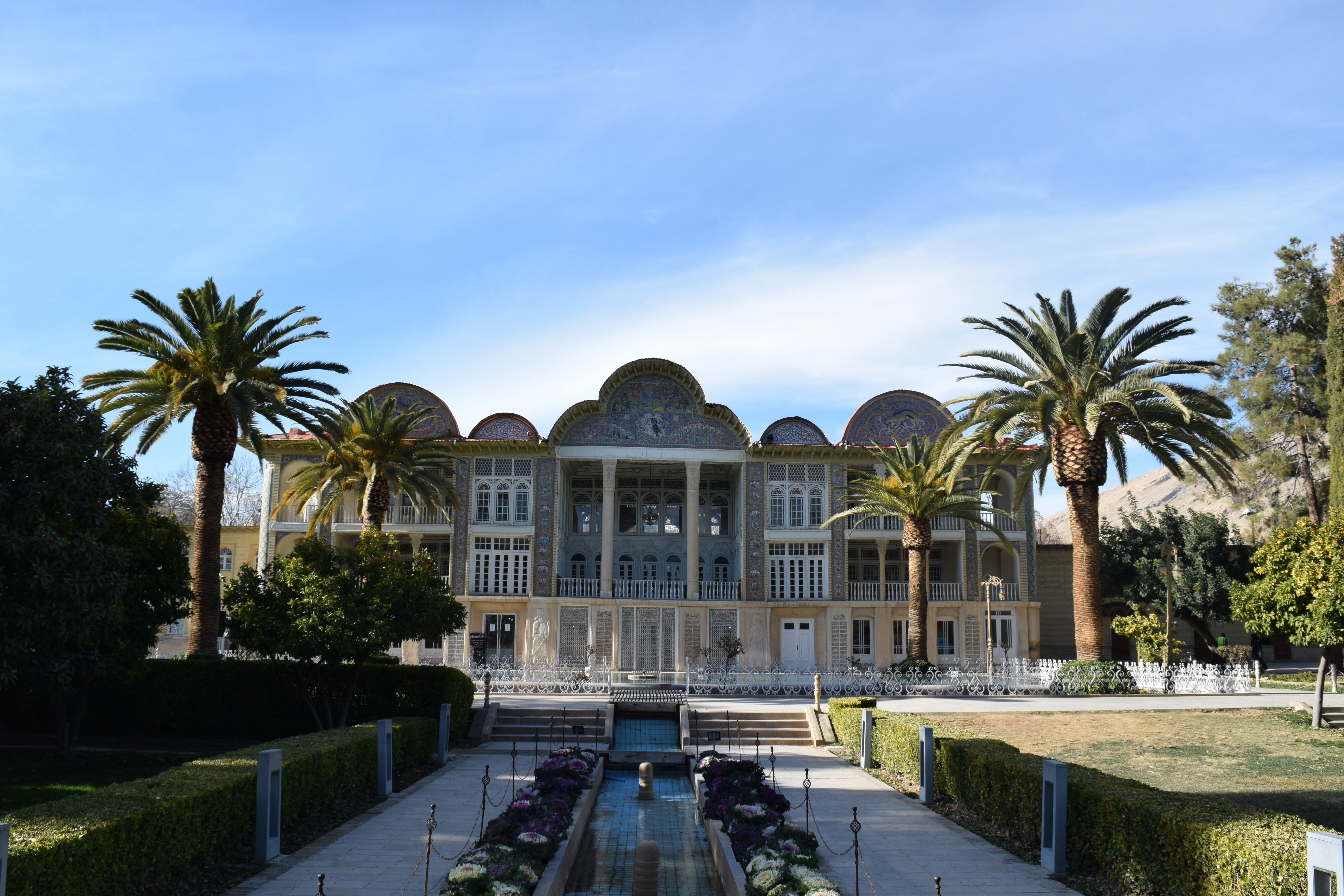
盖瓦姆宫全景
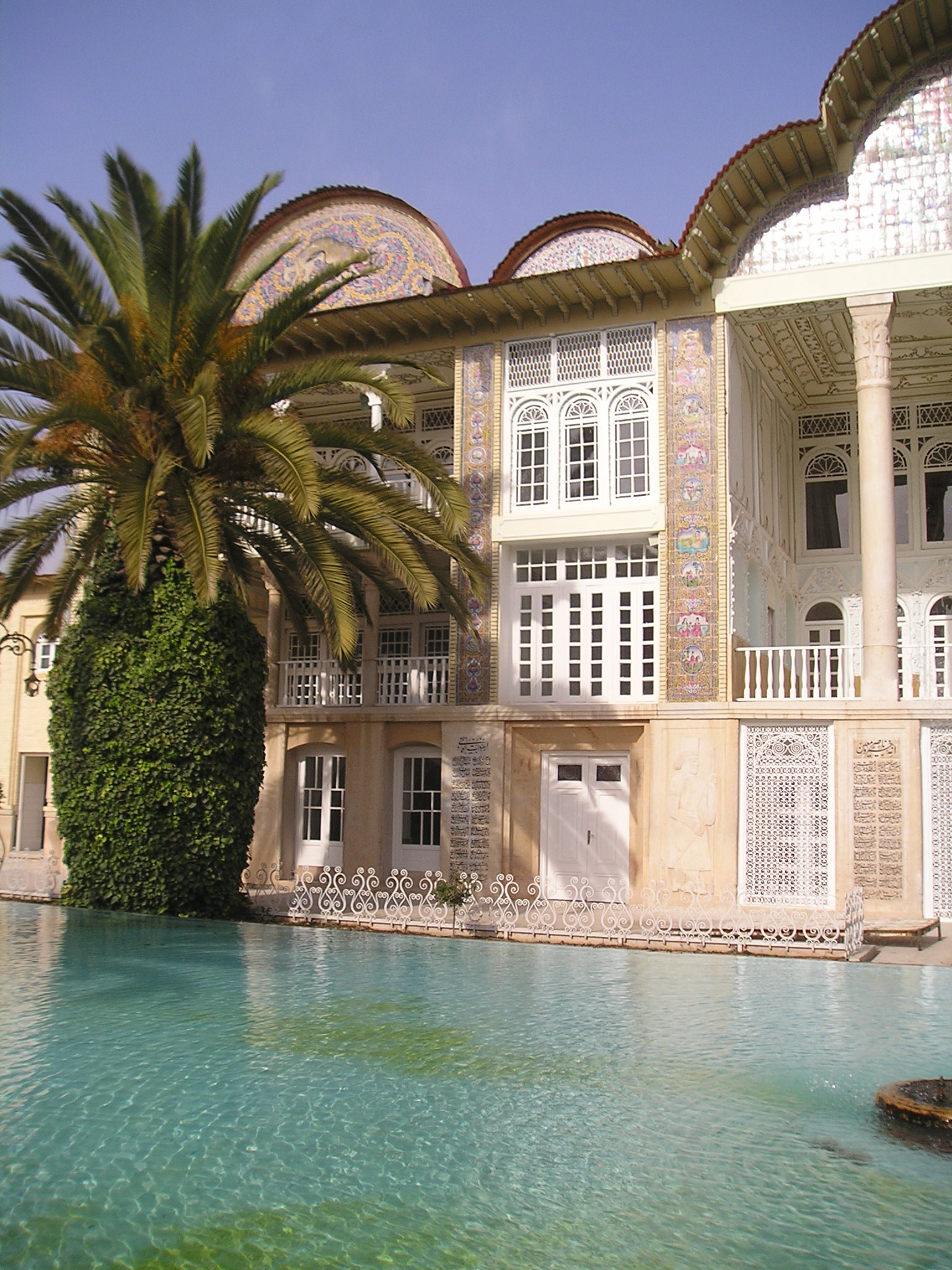
观赏水池和椰枣